# Commando in Tunis
Commando in Tunis is een spionageroman van auteur Gérard de Villiers en is het 68e deel uit de S.A.S.-reeks met als protagonist de Oostenrijkse prins en freelance CIA-agent Malko Linge.

De ligging van Tunesië in Afrika.

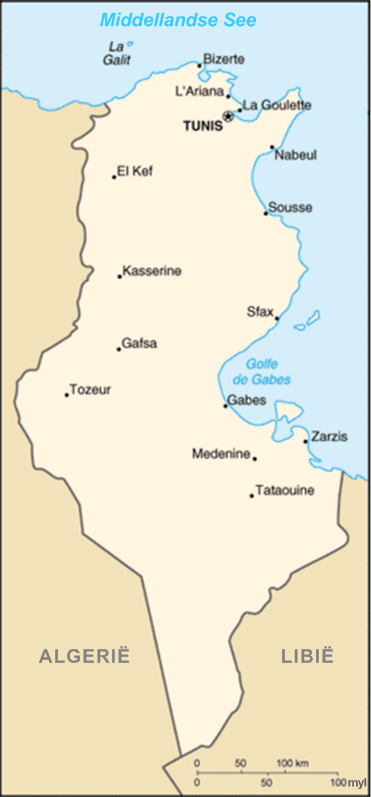
Een overzichtskaart van Tunesië.

## Het verhaal
CIA-agent Ian Parker wordt tijdens zijn vakantie vermoord aangetroffen op zijn zeilboot in een van de vele baaien in de kustlijn van Tunesië. Hij werkt voor het kantoor in Libië maar zou binnen afzienbare tijd worden overgeplaatst naar Egypte.
De CIA stuurt Malko naar Tunesië voor een diepgravend onderzoek. Hij komt op het spoor van een stewardess die Parker voor het laatst in leven heeft gezien. Zij leidt hem naar een extremistische groepering met een ongekend groot fanatisme.

## Personages
- Malko Linge, een Oostenrijkse prins en CIA-agent;
- Ian Parker, een CIA-agent in Libië.